# Mysłowice (województwo zachodniopomorskie)
Mysłowice (niem. Moitzelfitz) – wieś w Polsce położona w województwie zachodniopomorskim, w powiecie świdwińskim, w gminie Sławoborze.
W latach 1954–1957 wieś należała i była siedzibą władz gromady Mysłowice, po jej zniesieniu w gromadzie Sławoborze.